# Marcell Ozuna
Marcell Ozuna Idelfonso (ur. 12 listopada 1990) – dominikański baseballista występujący na pozycji zapolowego w St. Louis Cardinals.

## Przebieg kariery

### Minor League Baseball
W lutym 2008 podpisał kontrakt jako wolny agent z Florida Marlins. Zawodową karierę rozpoczął w DSL Marlins, występującym w dominikańskiej lidze letniej (poziom Rookie), następnie w 2009 grał w GCL Marlins (Rookie). Sezon 2010 rozpoczął w Greensboro Grasshoppers, jednak w szóstym meczu doznał kontuzji nadgarstka. Do gry powrócił w czerwcu jako zawodnik Jamestown Jammers (Class A-Short Season), gdzie w 68 spotkaniach uzyskał średnią 0,267, zdobył 21 home runów i zaliczył 60 RBI.
W 2011 grał w Greensboro Grasshoppers, zaś 2012 w Jupiter Hammerheads (Class A-Advanced), gdzie rozpoczął również sezon 2013. W 2012 został wyróżniony spośród zapolowych i otrzymał Złotą Rękawicę. 20 kwietnia 2013 został przesunięty do Jacksonville Suns (Double-A) i po rozegraniu dziesięciu meczów, w których uderzał średnio 0,333, otrzymał powołanie do 40-osobowego składu Miami Marlins.

### Major League Baseball
W Major League Baseball zadebiutował 30 kwietnia 2013 w meczu przeciwko New York Mets, w którym zaliczył single'a. Pierwszego home runa zdobył  4 maja 2013, w swoim piątym występie, w spotkaniu z Philadelphia Phillies, po narzucie Cole'a Hamelsa. 11 września 2014 wyrównał rekord klubowy, zdobywając home runa w czwartym meczu z rzędu. W 2016 został wybrany do wyjściowego składu NL All-Star Team.
W 2017, grając swój pierwszy sezon na lewym zapolu, po raz pierwszy w karierze zdobył Gold Glove Award.
14 grudnia 2017 w ramach wymiany zawodników przeszedł do St. Louis Cardinals. 30 lipca 2018 w meczu przeciwko Colorado Rockies, zdobył pierwszego w swojej karierze walk-off home runa.

## Nagrody i wyróżnienia
| Nagroda/wyróżnienie  | Lata       | Źródło      |
| 2× All-Star          | 2016, 2017 | [ 1 ] [ 7 ] |
| Gold Glove Award     | 2017       | [ 8 ]       |
| Silver Slugger Award | 2017       | [ 1 ]       |